# Экономика Албании
Албания — среднеразвитое аграрно-индустриальное государство. Экономика Албании прошла процесс превращения из командно-административной в рыночную, основанную на принципах свободного рынка. Экономически Албания является одной из самых бедных стран Европы. По ВВП на душу населения (номинал, 2021 год) — $6 373. По ВВП на душу населения (ППС, 2021 год) — $16 066. Член НАТО, ВТО, ОБСЕ и ОЧЭС.
Экономика Албании основана на услугах (54,1 %), сельскохозяйственном (21,7 %) и производственном (24,2 %) секторах. Страна богата полезными ископаемыми, и экономика в основном поддерживается сельским хозяйством, пищевой промышленностью, добычей леса, нефти, производством цемента, химических веществ, горнодобывающей промышленностью, чёрной металлургией, гидроэнергетикой, туризмом, текстильной промышленностью. Сильнейшие сектора: энергия, горнодобывающая промышленность, чёрная металлургия, сельское хозяйство и туризм. Главные товары экспорта: одежда, хром, нефть, рафинированное топливо.
Энергетика Албании на конец 2019 года характеризуется следующими основными показателями. Производство органического топлива — 2226 тыс. тут. Общая поставка — 2712 тыс. тут. На преобразование на электростанциях и отопительных установках израсходовано 12 тыс. тут или 0,4 % от общей поставки. Установленная мощность — нетто электростанций 2361 МВт, в том числе: тепловые электростанции, сжигающие органическое топливо (ТЭС) — 5,2 %, возобновляемые источники энергии (ВИЭ) — 94,8 %. Производство электроэнергии-брутто — 5206 млн. кВт∙ч, в том числе: ВИЭ — 100,0 %. Конечное потребление электроэнергии — 6179 млн. кВт∙ч, из которого: промышленность — 22,0 %, бытовые потребители — 50,5 %, коммерческий сектор и предприятия общего пользования — 25,5 %, сельское, лесное хозяйство и рыболовство — 2,1 %. Показатели энергетической эффективности: в 2019 году душевое потребление валового внутреннего продукта по паритету покупательной способности (в номинальных ценах) — 14 448 долларов, душевое (валовое) потребление электроэнергии — 2145 кВт∙ч, душевое потребление электроэнергии населением — 1083 кВт∙ч. Число часов использования установленной мощности-нетто электростанций — 2193 часов
Туристический сектор традиционно является заметным источником дохода населения страны как летом, так и зимой, вследствие роста популярности горнолыжного спорта. Ежегодно страну посещает 3,8 миллиона туристов, принося стране заработок в 1,5 миллиарда евро. Албания входит в ТОП-25 самых популярных туристических направлений в Европе и была названа The New York Times and Lonely Planet одним из лучших мировых направлений туризма в 2014 году.

## История
До середины 1980-х годов экономика Албании развивалась по командно-административным методам. Экономика Албании в значительной мере зависела от экономической помощи СССР и социалистических стран Восточной Европы. Там располагались основные рынки сбыта экспортных товаров Албании.
После смерти Энвера Ходжи в 1985 году и последовавшего за этим краха многолетнего коммунистического режима новое руководство взяло путь на сближение с Западом и начало проводить реформы неолиберального типа. Результатом этого, а также политических перемен в СССР и произошедшего его развала, стало резкое падение ВВП в 1990-1992 годах, сопровождавшееся массовым переселением беженцев в Италию и Грецию.
Попытки реформирования структуры хозяйственной жизни были предприняты в 1992 году, после того, как реальный ВВП страны упал более чем на 50 % после своего пика в 1989 году.
В настоящий момент в Албании широко развита организованная преступность. У страны самый высокий рейтинг коррумпированности государственных кадров в Европе.
Демократически избранное правительство, вступившее в должность в апреле 1992 года, подготовило амбициозную программу экономических реформ, направленную на предотвращение дальнейшего экономического спада. Перевод экономики на путь рыночных преобразований был признан важнейшей задачей курса правительства члена Демократической партии Албании Александера Мекси. Ключевые элементы включали в себя либерализацию цен, укрепление курса национальной валюты и сдерживание инфляции. Эти меры были дополнены всеобъемлющим пакетом структурных реформ, включающих приватизацию, поощрение частного предпринимательства, а также реформой государственного сектора и созданием легальных структур для функционирования рыночной экономики и активности частного сектора. Большая часть сельского хозяйства, рынка коммунальных услуг и мелких предприятий были приватизированы. Эти начинания были поддержаны приватизацией транспортной отрасли, сектора услуг и малых и средних компаний. В 1995 году была начата приватизация крупный предприятий. После достижения низшего показателя экономического развития в начале 1990-х годов, экономика начала медленно восстанавливаться, достигнув в концу десятилетия уровня 1989 года .
Первоначально результаты экономических реформ были обнадёживающими. Реальный ВВП вырос на 11 % в 1993 году, на 8 % в 1994 году и более чем на 8 % в 1995 году. Большая часть этого роста была обеспечена частным сектором. Годовая инфляция упала с 22 % до однозначных чисел. Национальная валюта албанский лек стабилизировалась. Страна стала менее зависимой от продовольственных поставок. Скорость ответной реакции на частнопредпринимательские инициативы новой открытой Албании оказалась выше, чем ожидалось. Однако, начиная с 1995 года, прогресс застопорился. Был отмечен незначительный рост ВВП в 1996 году и сокращение его на 9 % в 1997. Неспособность правительства продолжать политику стабилизации в 1996 году затянула страну в новый виток инфляции, спровоцированной бюджетным дефицитом, оценивающимся в 12 %. Инфляция достигла 20 % в 1996 году и 50 % в 1997 году. Крушение финансовых пирамид, которым доверила свои сбережения значительная часть населения Албании, в начале 1997 года инициировало массовые беспорядки, которые привели к более чем 1500 смертям мирных жителей, широкомасштабной порче имущества и 8 %-ным падением уровня ВВП. Лек потерял почти половину своей стоимости. Новое правительство, назначенное в июле 1997, предприняло жёсткие меры для восстановления порядка и оживления экономической активности и торговли.
В настоящее время в Албании ведется интенсивная макроэкономическая реструктуризация при активной поддержке со стороны Международного валютного фонда и Мирового банка. Необходимость серьёзных реформ давно назрела во всех секторах экономики. В 2004 году крупнейший коммерческий албанский банк, Сберегательный банк Албании, был приватизирован и продан австрийскому Райффайзен банку за 124 миллиона долларов. Ввиду отставания от балканских соседей Албания находится на пути сложного перехода к открытой рыночной экономике. В течение последних пяти лет годовой экономический рост в Албании в среднем составлял 5 %. Удается сдерживать инфляцию и сохранять её на относительно низком уровне. Правительство приняло меры по сдерживанию насилия в стране и недавно одобрило пакет финансовых реформ, нацеленных на привлечение иностранных инвестиций. Экономика пополняется ежегодными взносами от соотечественников за рубежом (в основном из Греции и Италии), что составляет около 15 % от ВВП. Это помогает компенсировать возрастающий торговый дефицит. Сельскохозяйственный сектор, в котором занято около половины всего трудоспособного населения Албании, приносит лишь пятую часть от общего объема ВВП. Такая ситуация обусловлена прежде всего тем, что мелкие фермерские хозяйства испытывают недостаток современного оборудования, а также вынуждены обрабатывать небольшие и зачастую непригодные для занятий сельским хозяйством земли. Непрозрачное законодательство в этой сфере тоже является тормозящим фактором на пути модернизации этой отрасли.
Недостаток энергоресурсов и изношенный инфраструктурный комплекс способствует сохранению в Албании в целом довольно неблагоприятной обстановки для бизнеса и отсутствие значительных успехов в деле привлечения иностранного капитала. С помощью Европейского союза Албания принимает шаги по улучшению ситуации с изношенным автомобильным и железнодорожным полотном, что является серьёзным барьером для сдерживания экономического роста.
Эти экономические реформы, активно проводящиеся с 2005 года, привели к тому, что в 2009 году Албания, а также Сан-Марино и Лихтенштейн, стали единственными европейскими государствами, показавшими экономический рост. В Албании он составил 3,7 % ВВП.

## Структура ВВП
- Сельское хозяйство — 21,7 %. Растениеводство (зерновые, цитрусовые, виноград), животноводство (крупный рогатый скот, овцы).
- Промышленность — 24,2 %. Горнодобывающая, нефтеперерабатывающая, металлургия, металлообработка, химическая, текстильная, деревообрабатывающая.
- Сфера услуг — 54,1 %.

## Внешняя торговля
- Экспорт: 0,34 млрд долларов США (на душу нас. 110 дол.). Текстиль, обувь, металлы и руды металлов, нефть, фрукты и овощи (Италия — 71 %, Греция — 12 %, Германия — 7 %).
- Импорт: 1,5 млрд долларов США (на душу населения 484 дол.). Машины и оборудование, продукты питания, текстиль, химические товары (Франция — 37 %, США — 11 %, Италия — 10 %, Германия — 7 %).

Албания играла заметную роль во внешней торговле Республики Косово: в 2016 году на Албанию пришлось 13,6 % экспорта Косово (42,1 млн евро) и 4,2 % импорта Косово (115,8 млн евро). Географическое распределение внешней торговли Албании (на 2014 год):
- Страны ЕС — 66,0 % (5 079 млн долларов)
- Китай — 6,1 % (465 млн долларов)
- Турция — 6,1 % (465 млн долларов)
- Страны Америки — 3,8 % (294 млн долларов)
- Страны Африки — 1,5 % (117 млн долларов)
- Россия — 1,5 % (115 млн долларов)

## Внешнее кредитование
| Графики недоступны из-за технических проблем. См. информацию на Фабрикаторе и на mediawiki.org. |
| МВФ (млн. долл.) Общая сумма (млн. долл.)                                                       |

Источники: 

## Туризм
Рекреационные ресурсы, достопримечательности Албании
- В Тиране: Национальный музей истории, мечеть Этем Мей, часовая башня, музей национальной культуры, Музей природной истории.
- В Шкодере: мечеть Шейха Замила Абдуллы Аль-Замиля, Музое Популло.
- В окрестностях города находятся: крепость Розафа и Свинцовая Мечеть.
- В стране шесть национальных парков, 20 заповедников и памятников природы.

## Валюта
Денежная единица: Лек. 102 лек за 1 доллар США (2013), 139 лек за 1 евро (2013), 130 лек за 1 евро (апрель 2009), 106 лек за 1 доллар США (май 2018)

## Иностранные инвестиции
Первоначально основными инвесторам в экономику Албании были Греция и Италия. На Италию в 1992—2003 годах пришлось 47,9 % накопленных ППИ (672,5 млн долларов), на Грецию — 34,2 % (480,2 млн долларов). В дальнейшем значение этих двух стран снизилось: за 2003—2009 годы доля Италии в ПИИ Албании составила 15,4 % (347,9 млн евро), Греции — 24,7 % (559,9 млн евро). В 1990-е годы доля Турции в ППИ Албании была невелика — 2,0 % в 1992—2003 годах (28,1 млн долларов за 1992—2003 годы). В 2000-е годы значение Анкары возросло: по итогам 2003—2009 годов доля Турции в ППИ Албании составила 10,4 % (235,1 млн евро).

## Трудовые ресурсы и занятость
Самая большая проблема (как и в других еще относительно бедных странах Европы: Украине, Молдавии и т. д.), увеличивающийся с каждым годом дефицит трудоспособной рабочей силы, и рост количества пенсионеров, в связи с низкой рождаемостью и высокой эмиграцией населения в другие, более богатые, страны мира. Особенно сложная ситуация с растущим демографическим кризисом во многих развивающихся странах Европы и Азии: Албании, Молдавии, Белоруссии, Украине, Таиланде, и т. д. В этих странах обычный демографический кризис свойственный развитым странам усугубляться, часто ещё большим уменьшением официально работающей доли трудоспособного населения, в связи с обширной неформальной, теневой экономикой, ещё более низкой рождаемостью, ещё большей безработицей, ещё большем ростом пенсионеров в связи с меньшими здоровыми годами активной трудоспособной жизни, что вкупе с активной эмиграции молодого, экономически активного и самого трудоспособного населения в более богатые страны мира, приводит к замедлению экономического роста стран, и как следствия к замедлению роста зарплат и уровня жизни в странах, что в свою очередь замедляет сближение уровня жизни в развивающихся странах к уровню жизни развитых. Богатые развитые страны Европы и Азии, часто решают проблему демографического кризиса, просто увеличивая квоты на ввоз большего числа иностранной рабочей силу, что, в свою очередь, бедные и экономически непривлекательные (как для квалифицированной, так и не квалифицированной иностранной рабочей силы) развивающиеся страны себе позволить не могут. Как пример, экономика Албании может столкнуться с широко обсуждаемой проблемой, а именно население может постареть быстрее, чём разбогатеет, что может привести к замедлению роста уровня жизни в Албании, а также замедлению сближения её по зарплатам с другими развитыми и богатыми экономками Азии и Европы: Японией, Республикой Корея, Швейцарией, Германией, Францией, Норвегией, Словенией и т. д. В худшем случае это может привести к экономическому застою подобному японскому, наблюдаемому в Японии уже два десятилетия. Но с учётом того, что Япония является экономически развитой, богатой страной с высокими зарплатами, а Албания лишь развивающейся, для последней это чревато проблемами.

## Доходы населения
Минимальный размер оплаты труда на 2017 год составил 24 000 леков, что составляет 180 евро. С 1 января 2021 года месячный минимальный размер оплаты труда составляет 30 000 леков (брутто) и 26 640 леков (нетто), что составляет соответственно $297,01 (брутто) и $263,75 (нетто), а почасовой равен 172,4 леков ($1,71), зарплата менее 30 000 леков в месяц не облагается подоходным налогом. Индекс Кейтца (соотношение между минимальной и средней заработной платы в стране) в Албании по состоянию на 2019 год (средняя 60 494 леков и минимальная 26 000 леков) составляет около 43 %. С 1 января 2022 года месячный минимальный размер оплаты труда составляет 32 000 леков (брутто) и 28 156 леков (нетто), что составляет соответственно $298,37 (брутто) и $262,53 (нетто), зарплата менее 40 000 леков в месяц не облагается подоходным налогом. С 1 октября 2022 года месячный минимальный размер оплаты труда составляет 34 000 леков (брутто) и 30 192 леков (нетто), что составляет соответственно $317,75 (брутто) и $282,17 (нетто), зарплата менее 40 000 леков в месяц не облагается подоходным налогом. С 1 апреля 2023 года месячный минимальный размер оплаты труда составляет 40 000 леков (брутто) и 35 520 леков (нетто), что составляет соответственно $422,77 (брутто) и $375,42 (нетто).